# Bryggen
Bryggen je nejstarší čtvrť norského Bergenu. Nachází se podél východního břehu přístavu Vågen. Kdysi byla hlavním centrem obchodu v severní Evropě a tvoří ji souběžné řady domů s kamennými základy, za jejichž průčelími s lomeným štítem se ukrývají rekonstruované stavby z hrubých fošen. I přes přísný zákaz používání ohně bylo mnoho domů zničeno ohněm, naposledy v roce 1955.
V roce 1979 bylo 58 dřevěných domů na bryggenském nábřeží zapsáno na seznam světového dědictví UNESCO.